# La ascensión de los Cybermen
La ascensión de los Cybermen (Rise of the Cybermen) es el quinto episodio de la segunda temporada de la serie británica de ciencia ficción Doctor Who, emitido originalmente el 13 de mayo de 2006. Marca el regreso y primera aparición en la serie moderna de los Cybermen. Es la primera parte de una historia en dos partes que concluye con La edad del acero. Está dirigido por Graeme Harper, lo que le convierte hasta la fecha en el único hombre en la historia en dirigir episodios tanto en la serie clásica como en la moderna (dirigió el aclamado The Caves of Androzani en 1984, y también Revelation of the Daleks en 1985).

## Argumento
A bordo de la TARDIS, el Décimo Doctor (David Tennant) y Rose (Billie Piper) hablan de sus viajes frente a Mickey (Noel Clarke), que se siente desplazado. De repente, la TARDIS explota y se apaga. El Doctor les dice que se han salido del Vórtice del Tiempo y que la TARDIS está muerta. Teme que hayan quedado atrapados en el Vacío, pero Mickey abre la puerta de la TARDIS y ven que están en Londres. Sin embargo, pronto se dan cuenta de que están en el Londres de un universo paralelo. El Doctor encuentra una pequeña célula de energía en la TARDIS que aún funciona, y la energetiza con algo de su propia fuerza vital. La célula necesitará tiempo para recargarse, así que deciden explorar algo de ese mundo paralelo. Rose queda impactada al ver un anuncio con la imagen de su padre en ella, y el Doctor le avisa de que no vaya a intentar buscarle porque no es su auténtico padre. Mickey decide aventurarse por su cuenta e intentar encontrar a su abuela, que en su universo está muerta. El Doctor y Rose descubren que gran parte de la población de Londres llevan dispositivos en la oreja a través de los cuales descargan información directamente en sus cerebros.
Mientras tanto, el presidente de Industrias Cybus, John Lumic (Roger Lloyd Pack), intenta conseguir sin éxito la aprobación del presidente para su plan de actualizar la humanidad colocando sus cerebros en exoesqueletos metálicos. Lumic llama a Pete Tyler (Shaun Dingwall) y le dice que asistirá a una fiesta que Pete está dando para su mujer, Jackie (Camilla Coduri). Sin que nadie lo sepa, Lumic ya ha estado llevando a cabo sus experimentos en secreto, utilizando mendigos sin techo y convirtiéndoles en cyborgs. Cybus está siendo investigada por un grupo llamado los Predicadores, que han estado recibiendo información en secreto de Pete Tyler sobre la tecnología de Lumic. Jake Simmonds (Andrew Hayden-Smith), uno de los Predicadores, ve cómo se llevan a un grupo de sin techo a ser convertidos y va a pedir ayuda. Jake encuentra a Mickey en la casa de su abuela, y le confunde con su versión del universo paralelo, Rickey. Jake se lleva a Mickey hasta la base de los Predicadores, donde Ricky y Mickey se conocen. Tras cierta desconfianza inicial, Mickey decide unirse a ellos mientras planean asaltar la fiesta de Pete esa noche.
Rose y el Doctor también deciden investigar la fiesta, y se disfrazan de sirvientes para colarse. El Doctor y Rose descubren que Pete y Jackie no tienen hijos y están a punto de divorciarse, y cuando Rose intenta hablar de ello con Jackie, la regaña por tomarse demasiadas confianzas. De repente, los Cybermen interumpen la fiesta entrando en la casa y rodeando a los invitados. Lumic llama al presidente, que está en la fiesta, y le dice que va a seguir adelante y que toda la humanidad será actualizada. Lumic les dice a todos que la actualización es obligatoria, y que cualquiera que se niegue será eliminado. El presidente se niega a ser actualizado y un Cyberman le mata. La gente entra en pánico e intenta escapar, y los Cybermen comienzan a matarles. El Doctor, Rose y Pete escapan de la casa y encuentran fuera a Mickey y los Predicadores. Comienzan a abrir fuego contra los Cybermen con rifles automáticos, pero las balas no les hacen daño y pronto están rodeados. El Doctor les dice a todos que se rindan y le dice a los Cybermen que se presentan voluntarios para la actualización. Los Cybermen les dicen que son incompatibles y serán eliminados...

### Continuidad
En línea con el arco argumental de la temporada, se menciona a Torchwood dos veces en este episodio, una vez en el noticiario que Rose ve en su teléfono móvil, que menciona el Instituto Torchwood, y durante la fiesta, cuando Pete Tyler le pregunta a un asistente que "cómo va en Torchwood". En El día del Juicio Final, Pete le dice al Doctor que las operaciones secretas del Torchwood del universo paralelo se descubrieron y pasaron a formar parte del conocimiento público.
Enfadada por la decisión del Doctor de que ambos se colaran en la fiesta de Jackie como sirvientes, una de las sugerencias de Rose era la de aparecer como "Sir Doctor" y "Dama Rose", referencia a los títulos que recibieron de la Reina Victoria en el episodio Dientes y garras.
Cuando la TARDIS se estrella al principio del episodio, caen seis máscaras de gas colgando del techo. Esta es la primera referencia visual a que la TARDIS requiere seis pilotos en una historia televisada de Doctor Who, hecho que el Doctor en persona confirmará en El fin del viaje (2008). El nombre de Industrias Cybus en las furgonetas que llevan a los mendigos a ser actualizados, International Electromatics, es una referencia a la compañía principal de los Cybermen en el serial de 1968 The Invasion. La Catedral de San Pablo, que aparece en el fondo de una de las escenas rodadas en Cardiff, también apareció en The Invasion, donde había una escena de los Cybermen marchando por unos escalones con la catedral de fondo.
El esmoquin que el Doctor lleva a la fiesta volverá a aparecer varios episodios más tarde. En El experimento Lazarus, lo lleva para investigar la máquina del Dr. Lazarus. Le comenta a Martha Jones que cada vez que se lo pone ocurre algo malo. En El viaje de los condenados lo lleva a la fiesta a bordo del crucero estelar Titanic antes de que la nave sea atacada y esté a punto de estrellarse contra la Tierra.
El Doctor menciona el Vacío en este episodio. En el final de la serie, El ejército de fantasmas y El día del Juicio Final, el Doctor le dice a Torchwood cómo los Daleks rompieron la barrera entre universos con una nave de Vacío, permitiendo que los Cybermen Cybus de este episodio pasaran a su universo.

## Producción
El número 368 de Doctor Who Magazine confirmó que está historia se inspiró en el audiodramático de Big Finish Productions Spare Parts (Piezas de repuesto). Russell T Davies lo había descrito anteriormente (junto con The Holy Terror) como "una de las piezas de dramática más perfectas jamás escritas para cualquier género, en cualquier medio, en cualquier parte". El autor de Spare Parts, Marc Platt, recibió honorarios y fue acreditado en los títulos de crédito ("Con nuestro agradecimiento a Marc Platt"), y hay un guiño en el diálogo en el que Mickey se califica a sí mismo como "pieza de repuesto". Sin embargo, el autor Tom MacRae, señaló que su historia no era una simple reescritura de Spare Parts: "Mi historia no es la misma, tiene diferente ambientación, diferente temática, y diferentes personajes, porque una vez que empezamos a hablar, todo el asunto comenzó a desarrollarse en una dirección muy diferente. Pero como Russell dice, no habríamos empezado esa línea de ideas si él no hubiera oído Spare Parts en primer término".
Los primeros borradores de la historia incluían "tiendas de cuerpos", donde la gente adinerada podía comprar nuevos órganos cibernéticos. Davies vetó esta idea porque la encontró inverosímil. También le dio instrucciones a Tom MacRae de que no se pasara con las diferencias entre las versiones paralelas y las "reales" de los personajes. "Creo que fue una de esas grandes lecciones sobre la libertad de la ciencia ficción, así como su gran peligro, porque cuando estás creando un mundo paralelo, de repente te emocionas al decir que todo el mundo puede llevar parches en el ojo", dijo Davies, refiriéndose al Brigadier Lethbridge-Stewart del universo paralelo en Inferno (1970). Según Graeme Harper en los comentarios del episodio, la secuencia pre-créditos la escribió Russell T Davies, ya que no quedó satisfecho con la apertura original. En los comentarios, se nota que el "40" cumpleaños de Jackie es una referencia al 40 aniversario en la época de la emisión de The Tenth Planet, la primera aparición de los Cybermen.
Los exteriores se rodaron en el Coal Exchange y Mount Stuart Square, en la bahía de Cardiff. Las escenas exteriores de las chimeneas y muchas de las escenas de interiores se rodaron en la Uskmouth Power Station en Newport. Mickey muestra un enorme tatuaje en su bíceps derecho. Según el actor Noel Clarke, el tatuaje era maquillaje que se le puso para el episodio.
El aspecto art déco del diseño de los Cybermen 2006 sigue al del webcast Real Time. Según los comentarios del episodio, el director Graeme Harper quería que la Tierra paralela tuviera un aire art déco. Ya se había utilizado el diseño art déco para el robot K1 en Robot (1974), y para gran parte del reparto (robots incluidos) en The Robots of Death (1977). El diseño art déco así como los movimientos robóticos de los Cybermen, son reminiscentes de Metropolis de Fritz Lang.
A diferencia de las historias en dos partes de la temporada anterior, en este episodio no se incluyó tráiler del siguiente episodio, sólo un letrero "Continuará...", la primera vez que se usó esta frase en la historia de la serie para acabar un episodio. El equipo de producción había dicho anteriormente que un episodio de esta temporada era tan largo que no había tiempo para tráileres. Muchos espectadores, y el escritor Steven Moffat, habían criticado el uso del tráiler de Tercera Guerra Mundial al final de Alienígenas en Londres, ya que estropeó el cliffhanger dramático del final. A partir de El planeta imposible, los tráileres de las segundas partes de historias comenzaron a incluirse después de los títulos de crédito, para dar tiempo a los espectadores de cambiar de canal.